# Děnis Davydov (fotbalista)
Děnis Alexejevič Davydov (rusky Денис Алексеевич Давыдов; * 22. března 1995 Moskva, Rusko) je ruský fotbalový útočník a reprezentant, hráč klubu FK Spartak Moskva od února 2016 na hostování v FK Mladá Boleslav.

## Klubová kariéra
Děnis Alexejevič Davydov hrál v Rusku fotbal nejprve za FK Moskva. V roce 2010 odešel do celku FK Spartak Moskva, kde později debutoval v seniorském fotbale. V únoru 2016 odešel na hostování do českého celku FK Mladá Boleslav.

## Reprezentační kariéra
Davydov nastupoval za ruské mládežnické reprezentace včetně týmu U21.
V A-mužstvu Ruska debutoval 31. března 2015 v přátelském zápase v Moskvě proti týmu Kazachstánu (remíza 0:0).